# MH 1. Tűzszerész és Folyamőr Ezred
A Magyar Honvédség 1. Tűzszerész és Folyamőr Ezred a MH Szárazföldi Parancsnokság alárendelt alakulata. A Magyar Honvédség csapatainak tevékenységének támogatása a haza védelme, a szövetségben vállalt kötelezettségek teljesítése és a békeműveletek sikere érdekében, az alárendelt alegységek felkészítésével, készenlétben tartásával, az anyagi-technikai eszközök készletképzésével, hadrafoghatóságának biztosításával.

## Története
Az alakulat a Magyar Honvédség egyik legrégebbi katonai szervezete. Közvetlenül második világháborút követően állították fel, 1945. május 14-én a dunai aknafigyelő-jelentő századot. A két szakasza Vác, Sződliget, Alsógöd, Dunakeszi, Albertfalva, Érd, Dunafüred, Ercsi, Szigetújfalu, Adony és Sinatelep településeken állomásoztak. A Hadihajós Osztály is ezidőtájt került megalakításra. Első feladata a Balaton aknamentesítése volt. 
1948-ban Honvéd Folyamőrség lett a neve, majd 1 évvel később Honvéd Folyami Flottillára. 1951-ben dandár magasabbegység szerveztre tért át.
A hadihajósok a Petőfi Sándor laktanyába az 1950-es évek elején kerültek, miután óbudai és újpesti bázisukat felszámolták. A hadikikötő is ebben az időszakban alakult ki. A hadihajósok újpesti megtelepedésével egy új fejezet indult a magyar hadihajózás történetében, a flottilla ugyanakkor Újpesttől is elválaszthatatlanná vált. Jelentős fejlesztés eredményeként az 1980-as évek elején új aknamentesítő hajók is érkeztek.
A laktanyában a hadihajósokon kívül teljesített szolgálatot többek között az MH 1. Honvéd Tűzszerész és Aknakutató Zászlóalj. Az 1980-as évek elején újra átnevezték, ami a Magyar Néphadsereg 1991-es megszűnéséig MN 1. Önálló Hadihajós Dandár nevet viselte. 
1991. május 14-én MH Honvéd Folyami Flottilla lett. A flottilla eredményes és sikeres története 2001-ben derékba tört az akkori átgondolatlan haderő átszervezés miatt, az alakulat hadrendből történt kivonásával ért véget. 
2001. július 1-jével az MH 1. Honvéd Tűzszerész és Aknakutató Zászlóalj kiegészült a flottilla felszámolásából átcsoportosított hadihajós alosztállyal és MH 1. Honvéd Tűzszerész és Hadihajós Ezred néven működött tovább.
Az ezred 2007. márciusától tevékenységét az improvizált robbanószerkezetek hatástalanításával kibővült feladatrendszerrel látja el. NATO-tagságunkból adódóan a hadihajós tevékenység nemzetközi vizekre való kiterjesztése is felgyorsult, hiszen ebben a térségben a többi tagország közül a Magyar Honvédség rendelkezik csak ilyen folyami erőkkel.
Az elmúlt csaknem 80 év során a tűzszerészek és aknakutatók mintegy 100.000 hektár területet mentesítettek. Hatástalanítottak és megsemmisítettek mintegy húszmillió aknát, bombát és tüzérségi lőszert, valamint 30.000 tonna egyéb lőszert és robbanóanyagot.
A veszélyes feladat végrehajtása közben több mint háromszáz tűzoltó, határőr és honvéd tűzszerész halt hősi halált.

## Feladata
Alaptevékenységi körében ellátja az országos tűzszerész készenléti szolgálatot, végzi a katonai eredetű lőszerek, robbanótestek felkutatását, hatástalanítását, megsemmisítését, átvizsgálja a katonai lő- és gyakorlótereket, megsemmisíti a fel nem robbant robbanószerkezeteket. Ellenőrzi, szükség szerint aknamentesíti a hajózható vízi utakat, biztosítja a folyami műtárgyak úszóaknák elleni védelmét. A külföldi műveletek során, valamint egyes meghatározott esetekben Magyarország területén, végzi az improvizált robbanószerkezetek felderítését, hatástalanítását és megsemmisítését. Szintén feladata, hogy a tűzszerész beosztású katonákat kiképezze, tűzszerész-bemutatók szervezése és katonai parádék, rendezvények hadihajós biztosítása.

## Szervezeti felépítése, alegységei
- Vezető szervek:
  - Parancsnokság
  - Törzs
- Végrehajtó alegységek:
  - Tűzszerész és aknakutató zászlóalj
  - 1. tűzszerész század
  - 2. tűzszerész század
  - Hadihajós alosztály
- Logisztikai alegységek:
  - Logisztikai század